# Danh sách Thủ tướng Tây Ban Nha

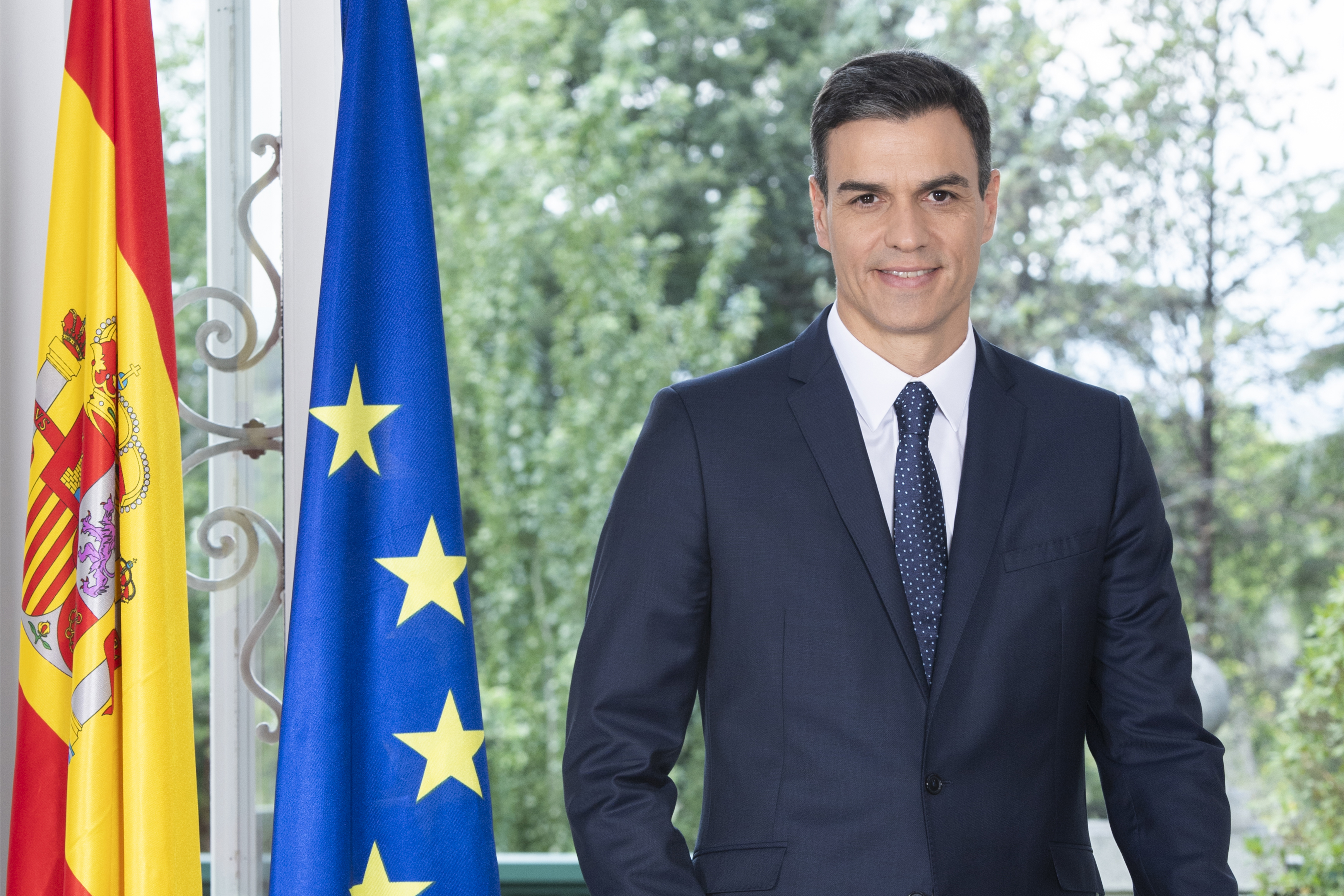
Thủ tướng đương nhiệm Pedro Sánchez.

Danh sách Thủ tướng Tây Ban Nha là danh sách người đứng đầu chính phủ trong lịch sử Tây Ban Nha, chức vụ còn được gọi là Chủ tịch Chính phủ (Thủ tướng chính phủ), Chủ tịch Hội đồng Bộ trưởng.

## Vương quốc Tây Ban Nha (1705–1873)

### Bộ trưởng Bộ Toàn quyền
| Chân dung                   | Tên                                                                         | Từ         | Tới        | Nguyên thủ quốc gia (Nhiệm kỳ) |
| --------------------------- | --------------------------------------------------------------------------- | ---------- | ---------- | ------------------------------ |
|                             | Pedro Fernández del Campo y Angulo, Hầu tước của Mejorada                   | 11/7/1705  | 15/4/1714  | Vua Philip V (1700–1724)       |
| Manuel de Vadillo y Velasco | 15/4/1714                                                                   | 30/11/1714 |            | Vua Philip V (1700–1724)       |
|                             | José de Grimaldo y Gutiérrez de Solórzano Hầu tước của Grimaldo (lần thứ 1) | 30/11/1714 | 14/1/1724  | Vua Philip V (1700–1724)       |
|                             | Juan Bautista de Orendáin y Azpilicueta (lần thứ 1)                         | 14/1/1724  | 4/9/1724   | Vua Louis I (1724)             |
|                             | José de Grimaldo y Gutiérrez de Solórzano Hầu tước của Grimaldo (lần thứ 2) | 4/9/1724   | 12/12/1725 | Vua Philip V (1724–1746)       |
|                             | Juan Guillermo Ripperdá Công tước và Nam tước của Ripperdá                  | 12/12/1725 | 14/4/1726  | Vua Philip V (1724–1746)       |
|                             | José de Grimaldo y Gutiérrez de Solórzano Hầu tước của Grimaldo (lần thứ 3) | 14/4/1726  | 1/10/1726  | Vua Philip V (1724–1746)       |
|                             | Juan Bautista Orendáin y Azpilicueta Hầu tước của La Paz (lần thứ 2)        | 1/10/1726  | 21/11/1734 | Vua Philip V (1724–1746)       |

### Bộ trưởng thứ nhất nhà nước
| Chân dung                                                                                   | Tên                                                                        | Từ         | Tới                                          | Nguyên thủ quốc gia (nhiệm kỳ)              |
| ------------------------------------------------------------------------------------------- | -------------------------------------------------------------------------- | ---------- | -------------------------------------------- | ------------------------------------------- |
|                                                                                             | José de Patiño y Rosales                                                   | 21/11/1734 | 3/11/1736                                    | VuaPhilip V (1724–1746)                     |
|                                                                                             | Sebastián de la Cuadra y Llerena Đệ nhất Hầu tước của Villarías            | 26/11/1736 | 4/12/1746                                    | VuaPhilip V (1724–1746)                     |
|                                                                                             | José de Carvajal y Lancaster                                               | 4/12/1746  | 9/4/1754                                     | Vua Fernando VI của Tây Ban Nha (1746–1759) |
|                                                                                             | Fernando de Silva Mendoza y Toledo Công tước Hueścar                       | 9/4/1754   | 15/5/1754                                    | Vua Fernando VI của Tây Ban Nha (1746–1759) |
|                                                                                             | Ricardo Wall y Devreux                                                     | 15/5/1754  | 10/8/1759                                    | Vua Fernando VI của Tây Ban Nha (1746–1759) |
| 10/8/1759                                                                                   | Ricardo Wall y Devreux                                                     | 9/10/1763  | Vua Charles III (1759–1788)                  |                                             |
|                                                                                             | Pablo Jerónimo de Grimaldi y Pallavicini Công tước của Grimaldi            | 9/10/1763  | Vua Charles III (1759–1788)                  | 19/2/1777                                   |
|                                                                                             | José Moñino y Redondo Bá tước của Floridablanca                            | 19/2/1777  | Vua Charles III (1759–1788)                  | 14/12/1788                                  |
| 14/12/1788                                                                                  | José Moñino y Redondo Bá tước của Floridablanca                            | 28/2/1792  | Vua Charles IV (1788–1808)                   |                                             |
|                                                                                             | Pedro Pablo Abarca de Bolea y Ximénez de Urrea Bá tước của Aranda (Quyền)  | 28/2/1792  | Vua Charles IV (1788–1808)                   | 15/11/1792                                  |
|                                                                                             | Manuel de Godoy y Álvarez de Faria Công tước của Alcudia                   | 15/11/1792 | Vua Charles IV (1788–1808)                   | 28/3/1798                                   |
|                                                                                             | Francisco Saavedra de Sangronis (Quyền tới ngày 6/9/1798)                  | 30/3/1798  | Vua Charles IV (1788–1808)                   | 21/2/1799                                   |
|                                                                                             | Mariano Luis de Urquijo y Muga (Quyền)                                     | 12/2/1799  | Vua Charles IV (1788–1808)                   | 13/12/1799                                  |
|                                                                                             | Pedro Cevallos Guerra (lần thứ 1)                                          | 13/12/1799 | Vua Charles IV (1788–1808)                   | 3/3/1808                                    |
|                                                                                             | Gonzalo O'Farrill y Herrera (Quyền)                                        | 3/3/1808   | Vua Charles IV (1788–1808)                   | 19/3/1808                                   |
|                                                                                             | Pedro Cevallos Guerra (lần thứ 2)                                          | 19/3/1808  | 7/7/1808                                     | Vua Fernando VII của Tây Ban Nha (1808)     |
|                                                                                             | Mariano Luis de Urquijo y Muga (lần thứ 2)                                 | 7/7/1808   | 27/6/1813                                    | Vua Joseph I (1808–1813)                    |
|                                                                                             | Juan O'Donoju O'Ryan (Quyền)                                               | 10/10/1813 | 17/10/1813                                   | Vua Joseph I (1808–1813)                    |
|                                                                                             | Fernando de Laserna (Quyền)                                                | 17/10/1813 | 3/12/1813                                    | Vua Joseph I (1808–1813)                    |
| José Luyando (Quyền)                                                                        | 3/12/1813                                                                  | 4/5/1814   | Vua Fernando VII của Tây Ban Nha (1813–1833) |                                             |
|                                                                                             | José Miguel de Carvajal-Vargas y Manrique de Lara Công tước của San Carlos | 4/5/1814   | Vua Fernando VII của Tây Ban Nha (1813–1833) | 15/11/1814                                  |
|                                                                                             | Pedro Cevallos Guerra (lần thứ 3)                                          | 15/11/1814 | Vua Fernando VII của Tây Ban Nha (1813–1833) | 24/1/1816                                   |
|                                                                                             | Juan Esteban Lozano de Torres                                              | 24/1/1816  | Vua Fernando VII của Tây Ban Nha (1813–1833) | 26/1/1816                                   |
|                                                                                             | Pedro Cevallos Guerra (lần thứ 4)                                          | 26/1/1816  | Vua Fernando VII của Tây Ban Nha (1813–1833) | 30/10/1816                                  |
|                                                                                             | José García de León y Pizarro                                              | 30/10/1816 | Vua Fernando VII của Tây Ban Nha (1813–1833) | 14/12/1818                                  |
|                                                                                             | Carlos Martínez de Irujo y Tacón Hầu tước của Casa Irujo (Quyền)           | 14/9/1818  | Vua Fernando VII của Tây Ban Nha (1813–1833) | 12/6/1819                                   |
|                                                                                             | Manuel González Salmón y Gómez de Torres (Quyền)                           | 12/6/1819  | Vua Fernando VII của Tây Ban Nha (1813–1833) | 12/9/1819                                   |
|                                                                                             | Joaquín José Melgarejo y Saurín Công tước của San Fernando de Quiroga      | 12/9/1819  | Vua Fernando VII của Tây Ban Nha (1813–1833) | 18/3/1820                                   |
|                                                                                             | Juan Jabat Aztal (Quyền)                                                   | 18/3/1820  | 18/3/1820                                    |                                             |
|                                                                                             | Evaristo Pérez de Castro y Brito                                           | 18/3/1820  | Vua Fernando VII của Tây Ban Nha (1813–1833) | 2/3/1821                                    |
|                                                                                             | Joaquín Anduaga Cuenca (Quyền)                                             | 2/3/1821   | Vua Fernando VII của Tây Ban Nha (1813–1833) | 23/4/1821                                   |
| Francisco de Paula Escudero (Quyền)                                                         | 23/4/1821                                                                  | 23/4/1821  | Vua Fernando VII của Tây Ban Nha (1813–1833) |                                             |
|                                                                                             | Eusebio Bardají y Azara                                                    | 23/4/1821  | Vua Fernando VII của Tây Ban Nha (1813–1833) | 8/1/1822                                    |
|                                                                                             | Ramón López Pelegrín (Quyền)                                               | 8/1/1822   | Vua Fernando VII của Tây Ban Nha (1813–1833) | 24/1/1822                                   |
|                                                                                             | José Gabriel de Silva y Bazán Hầu tước của Santa Cruz                      | 24/1/1822  | Vua Fernando VII của Tây Ban Nha (1813–1833) | 30/1/1822                                   |
|                                                                                             | Ramón López Pelegrín (Quyền)                                               | 30/1/1822  | Vua Fernando VII của Tây Ban Nha (1813–1833) | 28/2/1822                                   |
|                                                                                             | Francisco Martínez de la Rosa                                              | 28/2/1822  | Vua Fernando VII của Tây Ban Nha (1813–1833) | 5/8/1822                                    |
|                                                                                             | Evaristo Fernández San Miguel y Valledor (Quyền từ 28/2/1822)              | 5/8/1822   | Vua Fernando VII của Tây Ban Nha (1813–1833) | 25/4/1823                                   |
|                                                                                             | José Manuel Vadillo (Quyền)                                                | 25/4/1823  | Vua Fernando VII của Tây Ban Nha (1813–1833) | 7/5/1823                                    |
| Santiago Usoz y Mozi (Quyền)                                                                | 7/5/1823                                                                   | 13/5/1823  | Vua Fernando VII của Tây Ban Nha (1813–1833) |                                             |
| José María Pando de la Riva y Ramírez de Laredo                                             | 13/5/1823                                                                  | 29/8/1823  | Vua Fernando VII của Tây Ban Nha (1813–1833) |                                             |
| Luis María de Salazar y Salazar (Quyền)                                                     | 29/8/1823                                                                  | 4/9/1823   | Vua Fernando VII của Tây Ban Nha (1813–1833) |                                             |
| Juan Antonio Yandiola Garay (Quyền)                                                         | 4/9/1823                                                                   | 6/9/1823   | Vua Fernando VII của Tây Ban Nha (1813–1833) |                                             |
| José Luyando (lần thứ 2)                                                                    | 6/9/1823                                                                   | 1/10/1823  | Vua Fernando VII của Tây Ban Nha (1813–1833) |                                             |
| Víctor Damián Sáez y Sánchez-Mayor (Quyền tới 7/8/1823) (Chính quyền đối lập tới 1/10/1823) | 25/4/1823                                                                  | 2/12/1823  | Vua Fernando VII của Tây Ban Nha (1813–1833) |                                             |
|                                                                                             | Carlos Martínez de Irujo y Tacón Hầu tước của Casa Irujo (lần thứ 2)       | 2/12/1823  | Vua Fernando VII của Tây Ban Nha (1813–1833) | 18/1/1824                                   |
|                                                                                             | Narciso Fernández de Heredia y Begines de los Ríos Bá tước của Ofalia      | 18/1/1824  | Vua Fernando VII của Tây Ban Nha (1813–1833) | 11/7/1824                                   |
|                                                                                             | Luis María de Salazar y Salazar (Quyền)                                    | 11/7/1824  | 11/7/1824                                    |                                             |
|                                                                                             | Francisco Cea Bermúdez (lần thứ 1)                                         | 11/7/1824  | Vua Fernando VII của Tây Ban Nha (1813–1833) | 24/10/1825                                  |
|                                                                                             | Pedro Alcantara Álvarez de Toledo y Salm Salm Công tước của Infantado      | 24/10/1825 | Vua Fernando VII của Tây Ban Nha (1813–1833) | 19/8/1826                                   |
| không khung                                                                                 | Manuel González Salmón y Gómez de Torres (Quyền tới 15/10/1830)            | 19/8/1826  | Vua Fernando VII của Tây Ban Nha (1813–1833) | 20/1/1832                                   |
|                                                                                             | Francisco Tadeo Calomarde y Arría (Quyền)                                  | 20/1/1832  | Vua Fernando VII của Tây Ban Nha (1813–1833) | 22/2/1832                                   |
|                                                                                             | Antonio de Saavedra y Frígola, conde de Alcudia (Quyền)                    | 22/2/1832  | Vua Fernando VII của Tây Ban Nha (1813–1833) | 1/10/1832                                   |
|                                                                                             | José Cafranga Costilla (Quyền)                                             | 1/10/1832  | Vua Fernando VII của Tây Ban Nha (1813–1833) | 29/11/1832                                  |
|                                                                                             | Francisco Cea Bermúdez (lần thứ 2)                                         | 29/11/1832 | Vua Fernando VII của Tây Ban Nha (1813–1833) | 15/1/1834                                   |

### Thủ tướng (Chủ tịch Hội đồng Bộ trưởng)
Đảng phái:       Không liên kết
      Tự do bảo thủ
      Dân chủ xã hội
      Tự do tiến bộ
      Trung dung 
      Quân đội
| Chân dung   | Tên                                                                                          | Từ         | Tới        | Đảng chính trị           | Nguyên thủ quốc gia (Nhiệm kỳ)                                           |
| ----------- | -------------------------------------------------------------------------------------------- | ---------- | ---------- | ------------------------ | ------------------------------------------------------------------------ |
|             | Francisco Martínez de la Rosa                                                                | 15/1/1834  | 7/6/1835   | Bảo hoàng ôn hòa         | Vương hậu Maria Christina Nhiếp chính cho Nữ hoàng Isabel II (1833–1840) |
|             | José María Queipo de Llano Ruiz de Saravia Bá tước của Toreno                                | 7/6/1835   | 14/9/1835  | Bảo hoàng ôn hòa         | Vương hậu Maria Christina Nhiếp chính cho Nữ hoàng Isabel II (1833–1840) |
|             | Miguel Ricardo de Álava Esquivel (Từ chối sự đề cử, đại sứ Tây Ban Nha tại London)           | 14/9/1835  | 25/9/1835  | Tiến bộ                  | Vương hậu Maria Christina Nhiếp chính cho Nữ hoàng Isabel II (1833–1840) |
|             | Juan Álvarez Mendizabal                                                                      | 25/9/1835  | 15/5/1836  | Tiến bộ                  | Vương hậu Maria Christina Nhiếp chính cho Nữ hoàng Isabel II (1833–1840) |
|             | Francisco Javier Isturiz y Montero (Quyền, lần thứ 1)                                        | 15/5/1836  | 14/8/1836  | Ôn hòa                   | Vương hậu Maria Christina Nhiếp chính cho Nữ hoàng Isabel II (1833–1840) |
|             | José María Calatrava Quyền                                                                   | 14/8/1836  | 18/8/1837  | Tiến bộ                  | Vương hậu Maria Christina Nhiếp chính cho Nữ hoàng Isabel II (1833–1840) |
|             | Baldomero Espartero Bá tước của Luchana (lần thứ 1)                                          | 18/8/1837  | 18/10/1837 | Tiến bộ                  | Vương hậu Maria Christina Nhiếp chính cho Nữ hoàng Isabel II (1833–1840) |
| không khung | Eusebio Bardají y Azara                                                                      | 18/10/1837 | 16/12/1837 | Ôn hòa                   | Vương hậu Maria Christina Nhiếp chính cho Nữ hoàng Isabel II (1833–1840) |
|             | Narciso de Heredia y Begines de los Ríos Bá tước của Ofalia                                  | 16/12/1837 | 6/9/1838   | Ôn hòa                   | Vương hậu Maria Christina Nhiếp chính cho Nữ hoàng Isabel II (1833–1840) |
|             | Bernardino Fernández de Velasco, Công tước thứ 14 của Frías                                  | 6/9/1838   | 9/12/1838  | Ôn hòa                   | Vương hậu Maria Christina Nhiếp chính cho Nữ hoàng Isabel II (1833–1840) |
|             | Isidro de Alaix Fábregas (Quyền)                                                             | 9/12/1838  | 9/12/1838  | Ôn hòa                   | Vương hậu Maria Christina Nhiếp chính cho Nữ hoàng Isabel II (1833–1840) |
|             | Evaristo Pérez de Castro Brito                                                               | 9/12/1838  | 18/7/1840  | Ôn hòa                   | Vương hậu Maria Christina Nhiếp chính cho Nữ hoàng Isabel II (1833–1840) |
|             | Antonio González y González (lần thứ 1)                                                      | 20/7/1840  | 12/8/1840  | Tiến bộ                  | Vương hậu Maria Christina Nhiếp chính cho Nữ hoàng Isabel II (1833–1840) |
|             | Valentín Ferraz y Barrau                                                                     | 12/8/1840  | 28/8/1840  | Tiến bộ                  | Vương hậu Maria Christina Nhiếp chính cho Nữ hoàng Isabel II (1833–1840) |
|             | Modesto Cortázar (Quyền)                                                                     | 29/8/1840  | 11/9/1840  | Ôn hòa                   | Vương hậu Maria Christina Nhiếp chính cho Nữ hoàng Isabel II (1833–1840) |
|             | Vicente Sancho                                                                               | 11/9/1840  | 16/9/1840  | Ôn hòa                   | Vương hậu Maria Christina Nhiếp chính cho Nữ hoàng Isabel II (1833–1840) |
|             | Baldomero Espartero Công tước của Victory (lần thứ 2)                                        | 16/9/1840  | 10/5/1841  | Tiến bộ                  | Baldomero Espartero Nhiếp chính cho Nữ hoàng Isabel II (1840–1843)       |
|             | Joaquín María de Ferrer y Cafranga                                                           | 10/5/1841  | 20/5/1841  | Tiến bộ                  | Baldomero Espartero Nhiếp chính cho Nữ hoàng Isabel II (1840–1843)       |
|             | Antonio González y González (lần thứ 2)                                                      | 20/5/1841  | 17/6/1842  | Tiến bộ                  | Baldomero Espartero Nhiếp chính cho Nữ hoàng Isabel II (1840–1843)       |
|             | José Ramón Rodil y Campillo Hầu tước của Rodil                                               | 17/6/1842  | 9/5/1843   | Tiến bộ                  | Baldomero Espartero Nhiếp chính cho Nữ hoàng Isabel II (1840–1843)       |
|             | Joaquín María López (lần thứ 1)                                                              | 9/5/1843   | 19/5/1843  | Tiến bộ                  | Baldomero Espartero Nhiếp chính cho Nữ hoàng Isabel II (1840–1843)       |
|             | Álvaro Gómez Becerra                                                                         | 19/5/1843  | 23/7/1843  | Tiến bộ                  | Baldomero Espartero Nhiếp chính cho Nữ hoàng Isabel II (1840–1843)       |
|             | Joaquín María López (lần thứ 2)                                                              | 23/7/1843  | 20/11/1843 | Tiến bộ                  | Nữ vương Isabel II (1833/1843–1868)                                      |
|             | Salustiano Olózaga                                                                           | 20/11/1843 | 5/12/1843  | Ôn hòa                   | Nữ vương Isabel II (1833/1843–1868)                                      |
|             | Luis González Bravo (lần thứ 1)                                                              | 5/12/1843  | 3/5/1844   | Tiến bộ                  | Nữ vương Isabel II (1833/1843–1868)                                      |
|             | Ramón María Narváez Công tước của Valencia (lần thứ 1)                                       | 3/5/1844   | 12/2/1846  | Ôn hòa (Década Moderada) | Nữ vương Isabel II (1833/1843–1868)                                      |
|             | Manuel Pando Fernández de Pinedo Hầu tước của Miraflores (lần thứ 1)                         | 12/2/1846  | 16/3/1846  | Ôn hòa (Década Moderada) | Nữ vương Isabel II (1833/1843–1868)                                      |
|             | Ramón María Narváez Công tước của Valencia (lần thứ 2)                                       | 16/3/1846  | 5/4/1846   | Ôn hòa (Década Moderada) | Nữ vương Isabel II (1833/1843–1868)                                      |
|             | Francisco Javier Isturiz y Montero (lần thứ 2)                                               | 5/4/1846   | 28/1/1847  | Ôn hòa (Década Moderada) | Nữ vương Isabel II (1833/1843–1868)                                      |
|             | Carlos Martínez de Irujo Hầu tước của Casa Irujo, Công tước của Sotomayor                    | 28/1/1847  | 28/3/1847  | Ôn hòa (Década Moderada) | Nữ vương Isabel II (1833/1843–1868)                                      |
|             | Joaquín Francisco Pacheco y Gutiérrez Calderón                                               | 28/3/1847  | 31/8/1847  | Ôn hòa (Década Moderada) | Nữ vương Isabel II (1833/1843–1868)                                      |
|             | José de Salamanca y Mayol                                                                    | 31/8/1847  | 12/9/1847  | Ôn hòa (Década Moderada) | Nữ vương Isabel II (1833/1843–1868)                                      |
|             | Florencio García Goyena                                                                      | 12/9/1847  | 4/10/1847  | Ôn hòa (Década Moderada) | Nữ vương Isabel II (1833/1843–1868)                                      |
|             | Ramón María Narváez Công tước của Valencia (lần thứ 3)                                       | 4/10/1847  | 19/10/1849 | Ôn hòa (Década Moderada) | Nữ vương Isabel II (1833/1843–1868)                                      |
|             | Serafín María de Sotto, Bá tước thứ ba của Clonard (Thu hồi quyền hạn trước khi nhậm chức)   | 19/10/1849 | 20/10/1849 | Ôn hòa (Década Moderada) | Nữ vương Isabel II (1833/1843–1868)                                      |
|             | Ramón María Narváez Công tước của Valencia (lần thứ 4)                                       | 20/10/1849 | 14/1/1851  | Ôn hòa (Década Moderada) | Nữ vương Isabel II (1833/1843–1868)                                      |
|             | Juan Bravo Murillo                                                                           | 14/1/1851  | 14/12/1852 | Ôn hòa (Década Moderada) | Nữ vương Isabel II (1833/1843–1868)                                      |
|             | Federico de Roncali, Bá tước thứ nhất của Alcoy                                              | 14/12/1852 | 14/4/1853  | Ôn hòa (Década Moderada) | Nữ vương Isabel II (1833/1843–1868)                                      |
|             | Francisco de Lersundi y Hormaechea                                                           | 14/4/1853  | 19/9/1853  | Ôn hòa (Década Moderada) | Nữ vương Isabel II (1833/1843–1868)                                      |
|             | Luis José Sartorius Bá tước của San Luis                                                     | 19/9/1853  | 17/7/1854  | Ôn hòa (Década Moderada) | Nữ vương Isabel II (1833/1843–1868)                                      |
|             | Fernando Fernández de Córdova                                                                | 17/7/1854  | 18/7/1854  | Ôn hòa (Década Moderada) | Nữ vương Isabel II (1833/1843–1868)                                      |
|             | Ángel de Saavedra y Ramírez de Baquedano Công tước của Rivas                                 | 18/7/1854  | 19/7/1854  | Ôn hòa (Década Moderada) | Nữ vương Isabel II (1833/1843–1868)                                      |
|             | Baldomero Espartero Công tước của Victory (lần thứ 3)                                        | 19/7/1854  | 14/7/1856  | Tiến bộ                  | Nữ vương Isabel II (1833/1843–1868)                                      |
|             | Leopoldo O'Donnell y Jorris (lần thứ 1)                                                      | 14/7/1856  | 12/10/1856 | Liên minh Tự do          | Nữ vương Isabel II (1833/1843–1868)                                      |
|             | Ramón María Narváez Công tước của Valencia (lần thứ 5)                                       | 12/10/1856 | 15/10/1857 | Ôn hòa                   | Nữ vương Isabel II (1833/1843–1868)                                      |
|             | Francisco Armero y Peñaranda Hầu tước của Nervión                                            | 15/10/1857 | 14/1/1858  | Ôn hòa                   | Nữ vương Isabel II (1833/1843–1868)                                      |
|             | Francisco Javier Isturiz y Montero (lần thứ 3)                                               | 14/1/1858  | 30/6/1858  | Ôn hòa                   | Nữ vương Isabel II (1833/1843–1868)                                      |
|             | Leopoldo O'Donnell y Jorris (lần thứ 2)                                                      | 30/6/1858  | 2/3/1863   | Liên minh Tự do          | Nữ vương Isabel II (1833/1843–1868)                                      |
|             | Manuel Pando Fernández de Pinedo Hầu tước của Miraflores (lần thứ 2)                         | 2/3/1863   | 17/1/1864  | Ôn hòa                   | Nữ vương Isabel II (1833/1843–1868)                                      |
|             | Lorenzo Arrazola y García                                                                    | 17/1/1864  | 1/3/1864   | Ôn hòa                   | Nữ vương Isabel II (1833/1843–1868)                                      |
|             | Alejandro Mon Menéndez                                                                       | 1/3/1864   | 16/9/1864  | Liên minh Tự do          | Nữ vương Isabel II (1833/1843–1868)                                      |
|             | Ramón María Narváez Công tước của Valencia (lần thứ 6)                                       | 16/9/1864  | 21/6/1865  | Ôn hòa                   | Nữ vương Isabel II (1833/1843–1868)                                      |
|             | Leopoldo O'Donnell y Jorris (lần thứ 3)                                                      | 21/6/1865  | 10/7/1866  | Liên minh Tự do          | Nữ vương Isabel II (1833/1843–1868)                                      |
|             | Ramón María Narváez Công tước của Valencia (lần thứ 7)                                       | 10/7/1866  | 23/4/1868  | Ôn hòa                   | Nữ vương Isabel II (1833/1843–1868)                                      |
|             | Luis González Bravo (lần thứ 2)                                                              | 23/4/1868  | 19/9/1868  | Tiến bộ                  | Nữ vương Isabel II (1833/1843–1868)                                      |
|             | José Gutiérrez de la Concha, Hầu tước đệ nhất của Havana                                     | 19/9/1868  | 30/9/1868  | Ôn hòa                   | Nữ vương Isabel II (1833/1843–1868)                                      |
|             | Pascual Madoz (Quyền)                                                                        | 30/9/1868  | 3/10/1868  |                          | Không có Nguyên thủ quốc gia                                             |
|             | Francisco Serrano y Domínguez Công tước của La Torre, Bá tước của San Antonio (lần thứ 1)    | 3/10/1868  | 18/6/1869  | Tự do Liên minh          | Không có Nguyên thủ quốc gia                                             |
|             | General Juan Prim y Prats Hầu tước của Los Castillejos, Bá tước của Reus, Nam tước của Bruch | 18/6/1869  | 27/12/1870 | Tự do Tiến bộ            | Nhiếp chính Francisco Serrano y Domínguez (1869–1870)                    |
|             | Juan Bautista Topete y Carballo (Quyền)                                                      | 27/12/1870 | 4/1/1871   | Tự do Liên minh          | Vua Amadeo (1870–1873)                                                   |
|             | Francisco Serrano y Domínguez Công tước của La Torre, Bá tuóc của San Antonio (lần thứ 2)    | 4/1/1871   | 24/7/1871  | Tự do Liên minh          | Vua Amadeo (1870–1873)                                                   |
|             | Manuel Ruiz Zorrilla (lần thứ 1)                                                             | 24/7/1871  | 5/10/1871  | Dân chủ                  | Vua Amadeo (1870–1873)                                                   |
|             | José Malcampo y Monge Hầu tước của San Rafael, Bá tước của Jolo                              | 5/10/1871  | 21/12/1871 | Dân chủ                  | Vua Amadeo (1870–1873)                                                   |
|             | Práxedes Mateo Sagasta (lần thứ 1)                                                           | 12/12/1871 | 26/5/1872  | Tự do Tiến bộ            | Vua Amadeo (1870–1873)                                                   |
|             | Juan Bautista Topete y Carballo (Quyền)                                                      | 26/5/1872  | 4/6/1872   | Tự do Liên minh          | Vua Amadeo (1870–1873)                                                   |
|             | Francisco Serrano y Domínguez Công tước của La Torre, Bá tuóc của San Antonio (lần thứ 3)    | 4/6/1872   | 13/6/1872  | Tự do Liên minh          | Vua Amadeo (1870–1873)                                                   |
|             | Fernando Fernández de Córdova (Quyền)                                                        | 13/6/1872  | 16/6/1872  | Tự do ôn hòa             | Vua Amadeo (1870–1873)                                                   |
|             | Manuel Ruiz Zorrilla (lần thứ 2)                                                             | 16/6/1872  | 12/2/1873  | Dân chủ-Cộng hòa         | Vua Amadeo (1870–1873)                                                   |

## Đệ nhất Cộng hòa Tây Ban Nha(1873–1874)

### Thủ tướng (Chủ tịch chính quyền lâm thời)
Đảng phái:       Không liên kết
      Tự do bảo thủ
      Dân chủ xã hội
      Tự do tiến bộ
      Trung dung 
      Quân đội
| Chân dung | Tên                                       | Từ        | Tới        | Khuynh hướng chính trị   | Nguyên thủ quốc gia (Nhiệm kỳ)       |
| --------- | ----------------------------------------- | --------- | ---------- | ------------------------ | ------------------------------------ |
|           | Estanislao Figueras y Moragas             | 12/2/1873 | 11/6/1873  | Cộng hòa Liên bang       | Thủ tướng như là Nguyên thủ quốc gia |
|           | Francisco Pi y Margall                    | 11/6/1873 | 18/7/1873  | Cộng hòa Liên bang       | Thủ tướng như là Nguyên thủ quốc gia |
|           | Nicolás Salmerón Alonso                   | 18/7/1873 | 7/9/1873   | Cộng hòa Ôn hòa          | Thủ tướng như là Nguyên thủ quốc gia |
|           | Emilio Castelar y Ripoll                  | 7/9/1873  | 4/1/1874   | Cộng hòa Tập trung       | Thủ tướng như là Nguyên thủ quốc gia |
|           | Francisco Serrano y Domínguez (lần thứ 4) | 4/1/1874  | 26/2/1874  | Cộng hòa độc tài bảo thủ | Thủ tướng như là Nguyên thủ quốc gia |
|           | Juan de Zavala y de la Puente             | 26/2/1874 | 3/9/1874   | Cộng hòa độc tài bảo thủ | Thủ tướng như là Nguyên thủ quốc gia |
|           | Práxedes Mateo Sagasta (lần thứ 2)        | 3/9/1874  | 30/12/1874 | Tự do                    | Thủ tướng như là Nguyên thủ quốc gia |

## Vương quốc Tây Ban Nha (1874–1931)

### Thủ tướng (Chủ tịch Hội đồng Bộ trưởng)
Đảng phái:       Không liên kết
      Tự do bảo thủ
      Dân chủ xã hội
      Tự do tiến bộ
      Trung dung 
      Quân đội
| Chân dung   | Tên | Từ                      | Tới                     | Đảng chính trị                        | Nguyên thủ quốc gia (Nhiệm kỳ)                                         |
| ----------- | --- | ----------------------- | ----------------------- | ------------------------------------- | ---------------------------------------------------------------------- |
|             | Antonio Cánovas del Castillo (lần thứ 1) | 31/12/1874              | 12/9/1875               | Bảo thủ                               | King Alfonso XII (1874–1885)                                           |
|             | Joaquín Jovellar y Soler | 12/9/1875               | 2/12/1875               | Bảo thủ                               | King Alfonso XII (1874–1885)                                           |
|             | Antonio Cánovas del Castillo (lần thứ 2) | 2/12/1875               | 7/3/1879                | Bảo thủ                               | King Alfonso XII (1874–1885)                                           |
|             | Arsenio Martínez Campos | 7/3/1879                | 9/12/1879               | Bảo thủ                               | King Alfonso XII (1874–1885)                                           |
|             | Antonio Cánovas del Castillo (lần thứ 3) | 9/12/1879               | 8/2/1881                | Bảo thủ                               | King Alfonso XII (1874–1885)                                           |
|             | Práxedes Mateo Sagasta (lần thứ 3) | 8/2/1881                | 13/10/1883              | Tự do                                 | King Alfonso XII (1874–1885)                                           |
|             | José Posada Herrera | 13/10/1883              | 18/1/1884               | Tự do                                 | King Alfonso XII (1874–1885)                                           |
|             | Antonio Cánovas del Castillo (lần thứ 4) | 18/1/1884               | 27/11/1885              | Bảo thủ                               | King Alfonso XII (1874–1885)                                           |
|             | Práxedes Mateo Sagasta (lần thứ 4) | 27/11/1885              | 5/7/1890                | Tự do                                 | Hoàng hậu Maria Christina Nhiếp chính cho Vua Alfonso XIII (1886–1902) |
|             | Antonio Cánovas del Castillo (lần thứ 5) | 5/7/1890                | 11/12/1892              | Bảo thủ                               | Hoàng hậu Maria Christina Nhiếp chính cho Vua Alfonso XIII (1886–1902) |
|             | Práxedes Mateo Sagasta (lần thứ 5) | 11/12/1892              | 23/3/1895               | Tự do                                 | Hoàng hậu Maria Christina Nhiếp chính cho Vua Alfonso XIII (1886–1902) |
|             | Antonio Cánovas del Castillo (lần thứ 6) | 23/3/1895               | 8/8/1897                | Bảo thủ                               | Hoàng hậu Maria Christina Nhiếp chính cho Vua Alfonso XIII (1886–1902) |
|             | Marcelo Azcárraga Palmero (Quyền tới 21/8, lần thứ 1)                                                                                          | 8/8/1897                | 4/10/1897               | Bảo thủ                               | Hoàng hậu Maria Christina Nhiếp chính cho Vua Alfonso XIII (1886–1902) |
|             | Práxedes Mateo Sagasta (lần thứ 6) | 4/10/1897               | ngày 4 tháng 3 năm 1899 | Tự do                                 | Hoàng hậu Maria Christina Nhiếp chính cho Vua Alfonso XIII (1886–1902) |
|             | Francisco Silvela y de le Vielleuze (lần thứ 1)                                                                                                | ngày 4 tháng 3 năm 1899 | 23/10/1900              | Bảo thủ                               | Hoàng hậu Maria Christina Nhiếp chính cho Vua Alfonso XIII (1886–1902) |
|             | Marcelo Azcárraga Palmero (lần thứ 2) | 23/10/1900              | 6/3/1901                | Bảo thủ                               | Hoàng hậu Maria Christina Nhiếp chính cho Vua Alfonso XIII (1886–1902) |
|             | Práxedes Mateo Sagasta (lần thứ 7) | 6/3/1901                | 6/12/1902               | Tự do                                 | Hoàng hậu Maria Christina Nhiếp chính cho Vua Alfonso XIII (1886–1902) |
|             | Francisco Silvela y de le Vielleuze (lần thứ 2)                                                                                                | 6/12/1902               | 20/7/1903               | Bảo thủ                               | Vua Alfonso XIII (1886/1902–1931)                                      |
| không khung | Raimundo Fernández Villaverde (lần thứ 1) | 20/7/1903               | 5/12/1903               | Bảo thủ                               | Vua Alfonso XIII (1886/1902–1931)                                      |
|             | Antonio Maura y Montaner (lần thứ 1) | 5/12/1903               | 16/12/1904              | Bảo thủ                               | Vua Alfonso XIII (1886/1902–1931)                                      |
|             | Marcelo Azcárraga Palmero (lần thứ 3) | 16/12/1904              | 27/1/1905               | Bảo thủ                               | Vua Alfonso XIII (1886/1902–1931)                                      |
| không khung | Raimundo Fernández Villaverde (lần thứ 2) | 27/1/1905               | 23/6/1905               | Bảo thủ                               | Vua Alfonso XIII (1886/1902–1931)                                      |
|             | Eugenio Montero Ríos | 23/6/1905               | 1/12/1905               | Tự do                                 | Vua Alfonso XIII (1886/1902–1931)                                      |
| không khung | Segismundo Moret y Prendergast (lần thứ 1) | 1/12/1905               | 6/7/1906                | Tự do                                 | Vua Alfonso XIII (1886/1902–1931)                                      |
| không khung | José López Domínguez | 6/7/1906                | 30/11/1906              | Tự do                                 | Vua Alfonso XIII (1886/1902–1931)                                      |
| không khung | Segismundo Moret y Prendergast (lần thứ 2) | 30/11/1906              | 4/12/1906               | Tự do                                 | Vua Alfonso XIII (1886/1902–1931)                                      |
| không khung | Antonio González de Aguilar y Correa Hầu tước của Vega de Armijo                                                                               | 4/12/1906               | 25/1/1907               | Tự do                                 | Vua Alfonso XIII (1886/1902–1931)                                      |
|             | Antonio Maura y Montaner (lần thứ 2) | 25/1/1907               | 21/10/1909              | Bảo thủ                               | Vua Alfonso XIII (1886/1902–1931)                                      |
| không khung | Segismundo Moret y Prendergast (lần thứ 3) | 21/10/1909              | 9/2/1910                | Tự do                                 | Vua Alfonso XIII (1886/1902–1931)                                      |
|             | José Canalejas y Méndez | 9/2/1910                | 12/11/1912              | Tự do                                 | Vua Alfonso XIII (1886/1902–1931)                                      |
|             | Manuel García Prieto Hầu tước của Alhucemas (Quyền, lần thứ 1)                                                                                 | 12/11/1912              | 14/11/1912              | Tự do                                 | Vua Alfonso XIII (1886/1902–1931)                                      |
| không khung | Álvaro Figueroa y Torres Mendieta Bá tước của Romanones (lần thứ 1)                                                                            | 14/11/1912              | 27/10/1913              | Tự do                                 | Vua Alfonso XIII (1886/1902–1931)                                      |
|             | Eduardo Dato e Iradier (lần thứ 1) | 27/10/1913              | 9/12/1915               | Bảo thủ                               | Vua Alfonso XIII (1886/1902–1931)                                      |
| không khung | Álvaro Figueroa y Torres Mendieta Bá tước của Romanones (lần thứ 2)                                                                            | 9/12/1915               | 19/4/1917               | Tự do                                 | Vua Alfonso XIII (1886/1902–1931)                                      |
|             | Manuel García Prieto Hầu tước của Alhucemas (lần thứ 2)                                                                                        | 19/4/1917               | 11/6/1917               | Tự do-Dân chủ                         | Vua Alfonso XIII (1886/1902–1931)                                      |
|             | Eduardo Dato e Iradier (lần thứ 2) | 11/6/1917               | 3/11/1917               | Bảo thủ                               | Vua Alfonso XIII (1886/1902–1931)                                      |
|             | Manuel García Prieto Hầu tước của Alhucemas (lần thứ 3)                                                                                        | 3/11/1917               | 22/3/1918               | Tự do-Dân chủ (Chính quyền Tập trung) | Vua Alfonso XIII (1886/1902–1931)                                      |
|             | Antonio Maura y Montaner (lần thứ 3) | 22/3/1918               | 9/11/1918               | Bảo thủ (Chính quyền Tập trung)       | Vua Alfonso XIII (1886/1902–1931)                                      |
|             | Manuel García Prieto Hầu tước của Alhucemas (lần thứ 4)                                                                                        | 9/11/1918               | 5/12/1918               | Tự do-Dân chủ                         | Vua Alfonso XIII (1886/1902–1931)                                      |
| không khung | Álvaro Figueroa y Torres Mendieta Bá tước của Romanones (lần thứ 3)                                                                            | 5/12/1918               | 15/4/1919               | Tự do                                 | Vua Alfonso XIII (1886/1902–1931)                                      |
|             | Antonio Maura y Montaner (lần thứ 4) | 15/4/1919               | 20/7/1919               | Bảo thủ (Chính quyền Tập trung)       | Vua Alfonso XIII (1886/1902–1931)                                      |
|             | Joaquín Sánchez de Toca Calvo | 20/7/1919               | 12/12/1919              | Bảo thủ                               | Vua Alfonso XIII (1886/1902–1931)                                      |
| không khung | Manuel Allendesalazar (lần thứ 1) | 12/12/1919              | 5/5/1920                | Bảo thủ                               | Vua Alfonso XIII (1886/1902–1931)                                      |
|             | Eduardo Dato e Iradier (lần thứ 3) | 5/5/1920                | 8/3/1921                | Bảo thủ                               | Vua Alfonso XIII (1886/1902–1931)                                      |
|             | Gabino Bugallal Araújo Bá tước của Bugallal (Quyền)                                                                                            | 8/3/1921                | 13/3/1921               | Bảo thủ                               | Vua Alfonso XIII (1886/1902–1931)                                      |
| không khung | Manuel Allendesalazar (lần thứ 2) | 13/3/1921               | 14/8/1921               | Bảo thủ                               | Vua Alfonso XIII (1886/1902–1931)                                      |
|             | Antonio Maura y Montaner (lần thứ 5) | 14/8/1921               | 8/3/1922                | Bảo thủ (Chính quyền Tập trung)       | Vua Alfonso XIII (1886/1902–1931)                                      |
|             | José Sánchez-Guerra y Martínez | 8/3/1922                | 7/12/1922               | Bảo thủ                               | Vua Alfonso XIII (1886/1902–1931)                                      |
|             | Manuel García Prieto Hầu tước của Alhucemas (lần thứ 5)                                                                                        | 7/12/1922               | 15/9/1923               | Tự do-Dân chủ                         | Vua Alfonso XIII (1886/1902–1931)                                      |
| không khung | Đại tướng Miguel Primo de Rivera y Orbaneja Tổng đội trưởng Lục quân, Hầu tước của Estella and Ajdir (Lãnh đạo quân đội độc tài tới 3/12/1925) | 15/9/1923               | 30/1/1930               | Quân đội độc tài                      | Vua Alfonso XIII (1886/1902–1931)                                      |
| không khung | Dámaso Berenguer Bá tước Xauén, Tướng Lục quân                                                                                                 | 30/1/1930               | 18/2/1931               | Quân đội "Độc tài"                    | Vua Alfonso XIII (1886/1902–1931)                                      |
| không khung | Juan Bautista Aznar-Cabañas Đô đốc Hải quân | 18/2/1931               | 14/4/1931               | Quân đội "Độc tài"                    | Vua Alfonso XIII (1886/1902–1931)                                      |

## Đệ nhị Cộng hòa Tây Ban Nha(1931–1939)

### Thủ tướng (Chủ tịch Hội đồng Bộ trưởng)
Đảng phái:       Không liên kết
      Tự do bảo thủ
      Dân chủ xã hội
      Tự do tiến bộ
      Trung dung 
      Quân đội
| Chân dung | Chân dung   | Tên                                  | Từ         | Tới        | Đảng chính trị                                | Bầu cử | Nguyên thủ quốc gia (Nhiệm kỳ)            |
| --------- | ----------- | ------------------------------------ | ---------- | ---------- | --------------------------------------------- | ------ | ----------------------------------------- |
|           |             | Niceto Alcalá-Zamora                 | 14/4/1931  | 14/10/1931 | Tự do Cộng hòa cánh hữu Chính quyền lâm thời  | —      | Không thể thức Nguyên thủ quốc gia        |
|           |             | Manuel Azaña Díaz (lần thứ 1)        | 14/10/1931 | 12/9/1933  | Cộng hòa hành động                            | 1931   | Chủ tịch Niceto Alcalá-Zamora (1931–1936) |
|           |             | Alejandro Lerroux García (lần thứ 1) | 12/9/1933  | 8/10/1933  | Cộng hòa cấp tiến                             | 1933   | Chủ tịch Niceto Alcalá-Zamora (1931–1936) |
|           |             | Diego Martínez Barrio                | 8/10/1933  | 16/12/1933 | Cộng hòa cấp tiến                             | 1933   | Chủ tịch Niceto Alcalá-Zamora (1931–1936) |
|           |             | Alejandro Lerroux García (lần thứ 2) | 16/12/1933 | 28/4/1934  | Cộng hòa cấp tiến                             | 1933   | Chủ tịch Niceto Alcalá-Zamora (1931–1936) |
|           | không khung | Ricardo Samper e Ibáñez              | 28/4/1934  | 4/10/1934  | Cộng hòa cấp tiến                             | 1933   | Chủ tịch Niceto Alcalá-Zamora (1931–1936) |
|           |             | Alejandro Lerroux García (lần thứ 3) | 4/10/1934  | 25/9/1935  | Cộng hòa cấp tiến                             | 1933   | Chủ tịch Niceto Alcalá-Zamora (1931–1936) |
|           |             | Joaquín Chapaprieta Torregrosa       | 25/9/1935  | 14/12/1935 | Độc lập                                       | 1933   | Chủ tịch Niceto Alcalá-Zamora (1931–1936) |
|           |             | Manuel Portela Valladares            | 14/12/1935 | 19/2/1936  | Độc lập                                       | 1933   | Chủ tịch Niceto Alcalá-Zamora (1931–1936) |
|           |             | Manuel Azaña Díaz (lần thứ 2)        | 19/2/1936  | 10/5/1936  | Cộng hòa cánh tả liên minh Mặt trận bình dân  | 1936   | Chủ tịch Niceto Alcalá-Zamora (1931–1936) |
|           | không khung | Augusto Barcía Trelles (Quyền)       | 10/5/1936  | 13/5/1936  | Cộng hòa cánh tả liên minh Mặt trận bình dân  | 1936   | President Manuel Azaña (1936–1939)        |
|           |             | Santiago Casares Quiroga             | 13/5/1936  | 19/7/1936  | Cộng hòa cánh tả liên minh Mặt trận bình dân  | 1936   | President Manuel Azaña (1936–1939)        |
|           |             | Diego Martínez Barrio (Quyền)        | 19/7/1936  | 19/7/1936  | Cộng hòa đoàn kết liên minh Mặt trận bình dân | 1936   | President Manuel Azaña (1936–1939)        |
|           |             | José Giral Pereira                   | 19/7/1936  | 4/9/1936   | Cộng hòa cánh tả liên minh Mặt trận bình dân  | 1936   | President Manuel Azaña (1936–1939)        |
|           |             | Francisco Largo Caballero            | 4/9/1936   | 17/5/1937  | Xã hội chủ nghĩa liên minh Mặt trận bình dân  | 1936   | President Manuel Azaña (1936–1939)        |
|           |             | Juan Negrín López                    | 17/5/1937  | 1/4/1939   | Xã hội chủ nghĩa liên minh Mặt trận bình dân  | 1936   | President Manuel Azaña (1936–1939)        |

## Chính quyền Cộng hòa Tây Ban Nha lưu vong(1939–1977)
Thủ tướng lưu vong
- Juan Negrín López (4/3/1939 – 17/8/1945)
- José Giral Pereyra (17/8/1945 – 9/2/1947)
- Rodolfo Llopis Ferrándiz (9/2/1947 – 8/8/1947)
- Álvaro de Albornoz y Liminiana (8/8/1947 – 13/8/1951)
- Félix Gordón Ordás (13/8/1951 – 9/5/1960)
- Emilio Herrera Linares (9/5/1960 – 28/2/1962)
- Claudio Sánchez-Albornoz y Menduiña (28/2/1962 – 28/2/1971)
- Fernando Valera Aparicio (28/2/1971 – 23/7/1977)

## Tây Ban Nha thời Franco(1936–1975)
Đảng
      Quân đội
      Falange
| Chân dung | Chân dung   | Tên (Sinh–Mất)                          | Nhiệm kỳ              | Nhiệm kỳ                      | Nhiệm kỳ    | Đảng chính trị   | Lập pháp              | Nguyên thủ quốc gia (Nhiệm kỳ)       |
| Chân dung | Chân dung   | Tên (Sinh–Mất)                          | Bắt đầu               | Kết thúc                      | Ngày        | Đảng chính trị   | Lập pháp              | Nguyên thủ quốc gia (Nhiệm kỳ)       |
| --- | ----------- | --------------------------------------- | --------------------- | ----------------------------- | ----------- | ---------------- | --------------------- | ------------------------------------ |
| | không khung | Miguel Cabanellas (1872–1938)           | 23/7 1936             | 1/10/ 1936                    | 70          | Quân đội         | Nội chiến Tây Ban Nha | Ban Quốc phòng (1936)                |
| Trong suốt cuộc nội chiến, Cabanellas đứng đầu Ban Quốc phòng của phe Quốc gia, là đại tướng cao cấp nhất của quân đội, ngày 20/7 thay thế José Sanjurjo tử nạn trong vụ máy bay. | không khung | Miguel Cabanellas (1872–1938)           |                       |                               |             |                  | Nội chiến Tây Ban Nha | Ban Quốc phòng (1936)                |
| | không khung | Fidel Dávila Arrondo (1878–1962)        | 3/10/ 1936            | 3/6/ 1937                     | 243         | Quân đội         | Nội chiến Tây Ban Nha | Lãnh tụ Francisco Franco (1936–1975) |
| Sau khi Thống chế Franco thành lập Ban chuyên môn Nhà nước và cho Dávila Arrondo là người đứng đầu, với mục đích hỗ trợ lực lượng chính trị cho phe Quốc gia. Ông ấy là tư lệnh Quân đội phía bắc Tây Ban Nha và tham chiến khu vực phía bắc. | không khung | Fidel Dávila Arrondo (1878–1962)        |                       |                               |             |                  | Nội chiến Tây Ban Nha | Lãnh tụ Francisco Franco (1936–1975) |
| | không khung | Francisco Gómez-Jordana (1876–1944)     | 3/6 1937              | 31/1 1938                     | 242         | Quân đội         | Nội chiến Tây Ban Nha | Lãnh tụ Francisco Franco (1936–1975) |
| Ông phục vụ trong văn phòng có 7 tháng từ 6/1937-1/1938. Ông là phó Chủ tịch thứ nhất trong chính quyền Franco thành lập năm 1938. | không khung | Francisco Gómez-Jordana (1876–1944)     |                       |                               |             |                  | Nội chiến Tây Ban Nha | Lãnh tụ Francisco Franco (1936–1975) |
| |             | Francisco Franco (1892–1975)            | 31/1 1938             | 1/4 1939                      | 12912       | Falange Quân đội | Nội chiến Tây Ban Nha | Lãnh tụ Francisco Franco (1936–1975) |
| 1/4 1939 | 8/6 1973    | Francisco Franco (1892–1975)            | Độc tài Franco        |                               | 12912       | Falange Quân đội |                       | Lãnh tụ Francisco Franco (1936–1975) |
| Trở thành nhà độc tài de facto sau khi thắng trong cuộc nội chiến Tây Ban Nha tới Đệ nhị Cộng hòa Tây Ban Nha, và cai trị Tây Ban Nha trong 36 năm cho đến khi chết. Ông thành lập chế độ độc tài độc đoán và đặt mình trong cương vị lãnh đạo nhà nước và chính phủ, với chỉ một chính đảng hợp pháp Falange. Quy tắc ban đầu đặc trưng là đàn áp thô bạo, giai đoạn sau ít bạo lực hơn giảm dần theo thời gian. Vào chính sách kinh tế, chính phủ áp dụng các công nghệ tiên tiến vào năm 1959 và với chính sách thị trường tự do, dẫn đến phép màu Tây Ban Nha những năm 1960. Vào năm 1969 Franco đưa Hoàng tủ Juan Carlos de Bourbon là người kế vị, với danh hiệu Hoàng tử của Tây Ban Nha. Franco chết ngày 20/11/1975.. |             | Francisco Franco (1892–1975)            | Độc tài Franco        |                               |             |                  |                       | Lãnh tụ Francisco Franco (1936–1975) |
| |             | Luis Carrero Blanco (1904–1973)         | Độc tài Franco        | 9/6 1973                      | 20/12 1973† | 194              | Falange Quân đội      | Lãnh tụ Francisco Franco (1936–1975) |
| Ông bị ám sát bởi nhóm ETA trong 6 tháng đảm nhiệm chức vụ. |             | Luis Carrero Blanco (1904–1973)         | Độc tài Franco        |                               |             |                  |                       | Lãnh tụ Francisco Franco (1936–1975) |
| |             | Torcuato Fernández-Miranda (1915–1980)  | Độc tài Franco        | 20/12 1973                    | 31/12 1973  | 11               | Falange               | Lãnh tụ Francisco Franco (1936–1975) |
| Là thủ tướng lâm thời vài ngày sau khi Luis Carrero Blanco bị ám sát. |             | Torcuato Fernández-Miranda (1915–1980)  | Độc tài Franco        |                               |             |                  |                       | Lãnh tụ Francisco Franco (1936–1975) |
| |             | Carlos Arias Navarro (1908–1989)        | Độc tài Franco        | 31/12 1973                    | 20/11 1975  | 913              | Falange               | Lãnh tụ Francisco Franco (1936–1975) |
| 20/11 1975 | 1/7 1976    | Carlos Arias Navarro (1908–1989)        | Giai đoạn chuyển tiếp | Vua Juan Carlos I (1975–2014) |             | 913              | Falange               |                                      |
| Ông được chỉ định làm Thủ tướng sau vụ ám sát Luis Carrero Blanco và lâm thời của Torcuato Fernández-Miranda. Sau cái chết của Franco vào năm 1975, vua Juan Carlos I kế vị yêu cầu thông qua cải cách đầu tiên cho chế độ mới và hướng về dân chủ. Tuy nhiên, trái với mọi thay đổi, ông cố tiếp tục chính sách cũ của Franco, dẫn đến cuộc tranh giành quyền lực với Đức vua và kết thúc với sự từ chức của ông. |             | Carlos Arias Navarro (1908–1989)        | Giai đoạn chuyển tiếp | Vua Juan Carlos I (1975–2014) |             |                  |                       |                                      |
| |             | Fernando de Santiago y Díaz (1910–1994) | Giai đoạn chuyển tiếp | Vua Juan Carlos I (1975–2014) | 1/7 1976    | 3/7 1976         | 2                     | Quân đội                             |
| Là thủ tướng lâm thời vài ngày sau khi Carlos Arias Navarro từ chức. |             | Fernando de Santiago y Díaz (1910–1994) | Giai đoạn chuyển tiếp | Vua Juan Carlos I (1975–2014) |             |                  |                       |                                      |

## Vương quốc Tây Ban Nha(từ 1975)

### Thủ tướng (Chủ tịch Chính phủ)
Đảng
      UCD
      Đảng Công nhân Xã hội Tây Ban Nha
      Đảng Nhân dân
      Không đảng phái
| Chân dung        | Chân dung                     | Tên (Sinh–Mất)                           | Nhiệm kỳ         | Nhiệm kỳ                           | Nhiệm kỳ | Đảng chính trị                           | Chính phủ                           | Lập pháp              | Nguyên thủ quốc gia (nhiệm kỳ) |
| Chân dung        | Chân dung                     | Tên (Sinh–Mất)                           | Bắt đầu          | Kết thúc                           | Ngày     | Đảng chính trị                           | Chính phủ                           | Lập pháp              | Nguyên thủ quốc gia (nhiệm kỳ) |
| ---------------- | ----------------------------- | ---------------------------------------- | ---------------- | ---------------------------------- | -------- | ---------------------------------------- | ----------------------------------- | --------------------- | ------------------------------ |
|                  |                               | Adolfo Suárez (1932–2014)                | 5 tháng 7 1976   | 17 tháng 6 1977                    | 1697     | Mặt trận Dân tộc (Không đảng phái)       | Suárez I                            | Giai đoạn chuyển tiếp | Vua Juan Carlos I (1975–2014)  |
|                  | 17 tháng 6 1977               | Adolfo Suárez (1932–2014)                | 2 tháng 4 1979   | Liên minh Dân chủ Trung dung (UCD) | 1697     | Suárez II                                | 1977                                |                       | Vua Juan Carlos I (1975–2014)  |
| 2 tháng 4 1979   | 26 tháng 2 1981               | Adolfo Suárez (1932–2014)                | Suárez III       | Liên minh Dân chủ Trung dung (UCD) | 1697     | 1979                                     |                                     |                       | Vua Juan Carlos I (1975–2014)  |
|                  |                               | Leopoldo Calvo-Sotelo (1926–2008)        | 26 tháng 2 1981  | 2 tháng 12 1982                    | 644      | 1979                                     | Liên minh Dân chủ Trung dung (UCD). | Calvo-Sotelo          | Vua Juan Carlos I (1975–2014)  |
|                  |                               | Felipe González (sinh 1942)              | 2 tháng 12 1982  | 24 tháng 7 1986                    | 3442     | Đảng Công Nhân Xã hội Tây Ban Nha (PSOE) | González I                          | 1982                  | Vua Juan Carlos I (1975–2014)  |
| 24 tháng 7 1986  | 6 tháng 12 1989               | Felipe González (sinh 1942)              | González II      | 1986                               | 3442     | Đảng Công Nhân Xã hội Tây Ban Nha (PSOE) |                                     |                       | Vua Juan Carlos I (1975–2014)  |
| 6 tháng 12 1989  | 14 tháng 7 1993               | Felipe González (sinh 1942)              | González III     | 1989                               | 3442     | Đảng Công Nhân Xã hội Tây Ban Nha (PSOE) |                                     |                       | Vua Juan Carlos I (1975–2014)  |
| 14 tháng 7 1993  | 5 tháng 5 1996                | Felipe González (sinh 1942)              | González IV      | 1993                               | 3442     | Đảng Công Nhân Xã hội Tây Ban Nha (PSOE) |                                     |                       | Vua Juan Carlos I (1975–2014)  |
|                  |                               | José María Aznar (sinh 1953)             | 5 tháng 5 1996   | 27 tháng 4 2000                    | 2904     | Đảng Nhân dân (PP)                       | Aznar I                             | 1996                  | Vua Juan Carlos I (1975–2014)  |
| 27 tháng 4 2000  | 17 tháng 4 2004               | José María Aznar (sinh 1953)             | Aznar II         | 2000                               | 2904     | Đảng Nhân dân (PP)                       |                                     |                       | Vua Juan Carlos I (1975–2014)  |
|                  |                               | José Luis Rodríguez Zapatero (sinh 1960) | 17 tháng 4 2004  | 12 tháng 4 2008                    | 2804     | Đảng Công Nhân Xã hội Tây Ban Nha (PSOE) | Zapatero I                          | 2004                  | Vua Juan Carlos I (1975–2014)  |
| 12 tháng 4 2008  | 21 tháng 12 2011              | José Luis Rodríguez Zapatero (sinh 1960) | Zapatero II      | 2008                               | 2804     | Đảng Công Nhân Xã hội Tây Ban Nha (PSOE) |                                     |                       | Vua Juan Carlos I (1975–2014)  |
|                  |                               | Mariano Rajoy (sinh 1955)                | 21 tháng 12 2011 | 31 tháng 10 2016                   | 2354     | Đảng Nhân dân (PP)                       | Rajoy I                             | 2011                  | Vua Juan Carlos I (2014–nay)   |
| 2015             |                               | Mariano Rajoy (sinh 1955)                | 21 tháng 12 2011 | 31 tháng 10 2016                   | 2354     | Đảng Nhân dân (PP)                       | Rajoy I                             |                       | Vua Juan Carlos I (2014–nay)   |
| 31 tháng 10 2016 | 1 tháng 6 2018 (Bị phế truất) | Mariano Rajoy (sinh 1955)                | Rajoy II         | 2016                               | 2354     | Đảng Nhân dân (PP)                       |                                     |                       | Vua Juan Carlos I (2014–nay)   |
|                  |                               | Pedro Sánchez (sinh 1972)                | 2 tháng 6 2018   | 8 tháng 1 2020                     | 2481     | Đảng Công Nhân Xã hội Tây Ban Nha (PSOE) | Sánchez I                           | Tháng 4 2019          | Vua Juan Carlos I (2014–nay)   |
| 8 tháng 1 2020   | Tại nhiệm                     | Pedro Sánchez (sinh 1972)                | Sánchez II       | Tháng 11 2019                      | 2481     | Đảng Công Nhân Xã hội Tây Ban Nha (PSOE) |                                     |                       | Vua Juan Carlos I (2014–nay)   |